# Seznam odrůd angreštu
Seznam odrůd angreštu je ovocnářským souhrnem pěstovaných jedlých variet některých druhů rodu meruzalka neboli rybíz (Ribes), zařazených jako druh srstka angrešt. Varieta Josta není považována za „rybíz“ ačkoliv jde o mezidruhového křížence v rámci rodu, je ovocnářsky řazena mezi angrešt.

## Rozdělení kultivarů
- běloplodé
- zelenoplodé
- červenoplodé
- žlutoplodé

## Odrůdy angreštu s červeně zbarvenými plody
- Alan
- Astor
- Astrid
- Achiles
- Captivator
- Černý Neguš
- Červený Triumph
- Final
- Industrie
- Hinnonmaki red (Hinnonmaki červený)
- Kameniar
- Kaptivátor
- Karát
- Karmen
- Krasnoslavjanskij
- Martlet
- Matys
- Mojmír
- Niesluchowski - odolnější proti americkému padlí
- Pax - odolnější proti americkému padlí
- Remarka - odolnější proti americkému padlí
- Rokula
- Rolonda - odolnější proti americkému padlí
- Sadko
- Šolcova naděje - náchylnější k americkému padlí

## Odrůdy angreštu se světle, zeleně a žlutě zbarvenými plody
- Bílý nádherný
- Bojník
- Britania
- Citronový obří
- Česká koruna
- Dagmara
- Darek
- Dekor
- Dukát
- Hinnonmaki zelený
- Chryso
- Invicta
- Kompakta
- Mistral
- Mucurines
- Nitran
- Prima - odolnější proti americkému padlí
- Produkta
- Puškinskij
- Rixanta - odolnější proti americkému padlí
- Rodnik
- Roman
- Skvost
- Strážov
- Terno
- Triumphant
- Veliš
- Viking
- Zlatý fík - náchylnější k americkému padlí